# Alchemilla tiryalensis
Alchemilla tiryalensis är en rosväxtart som beskrevs av B. Pawl.. Alchemilla tiryalensis ingår i släktet daggkåpor, och familjen rosväxter. Inga underarter finns listade i Catalogue of Life.